# Lactarius lapponicus
Lactarius lapponicus é um fungo que pertence ao gênero de cogumelos Lactarius na ordem Russulales. Encontrado na Finlândia, foi descrito cientificamente por Harmaja em 1976.